# Čakalj
Čakalj (lat. Cnicus), nekadašnji biljni rod u porodici Asteraceae, sinonim za rod osjak, Cirsium Mill.. Kod nas najpoznatija vrsta blaženi čkalj (sin. Cnicus benedictus) pripada rodu zečina ili i priznata je pod imenom Centaurea benedicta (L.) L.
Vrste ovog roda uklopljene su u rodove Cirsium Mill.,  Ptilostemon Cass., Centaurea L. i još neke.